# Мошеник (Загорє-об-Саві)
Мошеник (словен. Mošenik) — поселення в общині Загорє-об-Саві, Засавський регіон, Словенія. Висота над рівнем моря: 289,1 м.